# Atletas Kowno
Atletas Kowno (lit. Futbolo Klubas Atletas) – litewski klub piłkarski z siedzibą w Kownie, działający w latach 1948–2013.

## Historia
Chronologia nazw:
- 1948: KKI Kowno (lit. KKI Kaunas)
- 1962: Atletas Kowno (lit. Atletas Kaunas)
- 1990: Vytis Kowno (lit. Vytis Kaunas)
- 1994: Volmeta Kowno (lit. Volmeta Kaunas (Volmeta-KKI Kaunas)
- 1996: Atletas Kowno (lit. Atletas Kaunas)
- 2003: LKKA-Atletas Kowno (lit. LKKA-Atletas Kaunas)
- 2004: LKKA Kowno (lit. LKKA)
- 2005: LKKA/Teledema Kowno (lit. LKKA ir Teledema)
- 2010: Atletas Kowno (lit. Atletas)
- 2013: klub rozwiązano

Klub piłkarski KKI Kowno został założony w 1948 r., następnie zmienił nazwę na Atletas, Vytis, Volmeta. W 2003 przyjął nazwę LKKA-Atletas Kowno, a w 2004 wrócił do nazwy LKKA Kowno, ponieważ większość piłkarzy klubu stanowili studenci Litewskiej Akademii Wychowania Fizycznego w Kownie (LKKA). 
W 2005 klub został zreorganizowany i jako LKKA/Teledema Kowno startował w drugiej lidze litewskiej (I lyga). W 2010 roku zmienił nazwę na Atletas Kowno.
W sezonie 2008 klub zajął przedostatnie 7. miejsce, ale przed rozpoczęciem kolejnego sezonu został dokooptowany do A lygi. W 2013 został rozwiązany.

## Osiągnięcia
- A lyga:

7. miejsce: 2009
- Puchar Litwy:

1/8 finału: 2009/10

## Skład w sezonie 2010
| Nr | Poz. | Piłkarz              |
| -- | ---- | -------------------- |
| 1  | BR   | Algis Surgautas      |
| 2  | OB   | Mantas Sirvydas      |
| 3  | OB   | Gediminas Zaborskis  |
| 4  | OB   | Gediminas Macevičius |
| 5  | PO   | Darius Urbelionis    |
| 6  | OB   | Kęstas Petkus        |
| 7  | PO   | Deividas Latušenka   |
| 8  | PO   | Paulius Smaryginas   |
| 9  | NA   | Eimantas Marozas     |
| 10 | NA   | Jaunius Mikalauskas  |
| 11 | NA   | Jaunius Juozaitis    |
| 12 | BR   | Aivaras Bražinskas   |
| 14 | NA   | Mindaugas Grušauskas |
| 15 | OB   | Karolis Vasiliauskas |
| 16 | NA   | Vaidas Macianskis    |
| 17 | PO   | Erikas Ruškys        |

| Nr | Poz. | Piłkarz               |
| -- | ---- | --------------------- |
| 18 | OB   | Eringas Degutis       |
| 19 | OB   | Audrius Juozaitis     |
| 20 | PO   | Aleksandras Jefišovas |
| 21 | OB   | Paulius Macevičius    |
| 22 | BR   | Mantas Gintalas       |
| 23 | NA   | Eisvinas Utyra        |
| 25 | PO   | Arnas Juozaitis       |
| 27 | PO   | Mantas Juozaitis      |
| 30 | PO   | Vladas Petkevičius    |
| 42 | OB   | Arnold Gudalevič      |
|    | OB   | Rokas Garastas        |
|    | OB   | Nikolaj Miščenko      |
|    | NA   | Edmund Puky           |
|    | BR   | Mantas Tamulionis     |
|    | OB   | Marius Žukovas        |